# Beta Film
Beta Film est une SARL allemande de production et de distribution de films et de productions télévisuelles. Elle a notamment coproduit Les Parapluies de Cherbourg de Jacques Demy